# Sraoșa
În mitologia  persană, Sraoșa este un membru al grupului Amesha Spentas, personificare a ascultării, a devotamentului, a supunerii, mesager credincios al lui Ahura Mazda. De asemenea el ajută sufletele morților să își găsească drumul înspre existența de după viață. Animalul lui simbolic este cocoșul, care prin cântecul lui cheamă pe cei credincioși la datoriile lor religioase. Fiecare a șaptesprezecea zi a fiecărei luni îi este dedicată. Oponentul lui etern este demonul Aesma Daeva.